# Игњо Батрнек Мали
Игњо Батрнек Мали (Чепин, код Осијека, 30. јануар 1923 — Осијек, 26. фебруар 1945), учесник Народноослободилачке борбе и народни херој Југославије.

## Биографија
Игњо Батрнек рођен је 30. јануара 1923. године у селу Чепин код Осијека. По занимању је био земљорадник, а неко време и тесарски радник. Батрнекови су пореклом били Словаци, али како су се већ пре више од сто шездесет година доселили, потпуно су се сродили са домаћим живљем. У лето 1938. године Игњо долази у додир са комунистима и започиње изучавање комунистичке и друге литературе. Иако није био у одредима, још од 1941. године активно учествује у Народноослободилачком покрету. Од првих дана устанка организовано је, као скојевац, руководио акцијама резања телефонских стубова на прузи Осијек-Ђаково, акцијама паљења жита и вршалица које је користио непријатељ, а радио је и на прикупљању оружја за партизанске јединице.
Почетком рата постао је курир. Током целе 1942. године одржавао је везу Осијек-Чепин и обратно. Почетком 1943. године примљен је у Комунистичку партију Југославије (КПЈ) и постаје чланом Котарског комитета Комунистичке партије Хрватске за Осијек. Исте године постављен је за секретара Котарског комитета Савеза комунистичке омладине Југославије (СКОЈ).
До 1943. године Игњо Батрнек као члан КПЈ и секретар Котарског комитета СКОЈ-а, преузима још веће и сложеније задатке. Под његовим вођством, сваког дана је омладина Допсина, Чепина, Боботе, Брођанаца, Бијелог Брда и осталих ослобођених територија кретала у јединице. Он се, међутим, увек враћао на опасан терен Осијека, сада већ са илегалним именом „Мали“ (био је изразито висок), где наставља да врши диверзантске акције. Са ударном групом напада Бизовац, гестаповце у Крндији, усташе у Мартинцима, Коритно, пругу Осијек-Врпоље, свега четири километра од Осијека, гестаповце у Јовановцу (притом је убио двојицу гестаповаца да би спасао двојицу другова), пали жито и вршалице на велепоседима Баре, Овчаре и око Допсина.
Посебно се истакао у акцијама на кудељару, када је преобучен у одело гестаповца разоружао са још једним чланом Котарског комитета СКОЈ-а, двадесет и пет домобрана са официрима, а затим запалио творницу. У Владиславцима је заробио неколицину Немаца и запалио камион, затим разоружао петорицу домобрана и усред дана, око 15 сати, ушао у Осијек где је заробио пет полицајаца. У нападу на непријатељски гарнизон у Чепину, са тридесеторицом другова, напао је и протерао неколико пута бројније усташке јединице. Те смеле акције погодовале су стварању легенди о неуништивости партизана.
Након напада на Чепин, мобилизовао је око сто педесет омладинаца из села. Са својом групом напао је и радну бојну и притом заробио тридесет домобрана. Напао је и логор немачке радне службе у Јосиповцу, када је заробљено око стотину младића немачке народности и спроведено у Звечево. Исказао се као одважан борац у време последње непријатељске офанзиве на Славонију. Крајем 1944. и почетком 1945. године, комитет прелази на ослобођену територију у Бачку, а он са неколицином другова остаје на терену котара Осијек, где делује у знатно тежим условима. У то време једва је избегао опкољавање у шуми код Копривнице, где је цели дан простајао у води речице Вуке.
Пред крај рата, у напорима да се пребаци на ослобођену територију, успоставља везу у Осијеку, где га, због издаје једног потказивача, опкољавају и тешко рањавају усташе у пределу Осијека званом Зелено Поље, 26. фебруара 1945. године. Активирањем последње бомбе коју је имао, након дуже борбе, извршио је самоубиство да не падне жив непријатељима у руке. Његово мртво тело усташе су за опомену другима оставили три дана и ноћи на оближњем раскршћу.
Указом председника Федеративне Народне Републике Југославије Јосипа Броза Тита, 24. јула 1953. године, проглашен је за народног хероја.